# Skoky do vody na Letních olympijských hrách 1936
Skoky do vody na Letních olympijských hrách v  Berlíně. 

## Medailisté

### Muži
| Kategorie | Zlato                                          | Stříbro                                       | Bronz                                      |
| --------- | ---------------------------------------------- | --------------------------------------------- | ------------------------------------------ |
| Prkno 3 m | Richard Degener · Spojené státy americké (USA) | Marshall Wayne · Spojené státy americké (USA) | Alan Greene · Spojené státy americké (USA) |
| Věž 10 m  | Marshall Wayne · Spojené státy americké (USA)  | Elbert Root · Spojené státy americké (USA)    | Hermann Stork · Německo (GER)              |

### Ženy
| Kategorie | Zlato                                                     | Stříbro                                           | Bronz                                                     |
| --------- | --------------------------------------------------------- | ------------------------------------------------- | --------------------------------------------------------- |
| Prkno 3 m | Marjorie Gestringová · Spojené státy americké (USA)       | Katherine Rawlsová · Spojené státy americké (USA) | Dorothy Poyntonová-Hillová · Spojené státy americké (USA) |
| Věž 10 m  | Dorothy Poyntonová-Hillová · Spojené státy americké (USA) | Velma Dunnová · Spojené státy americké (USA)      | Käthe Köhlerová · Německo (GER)                           |

## Přehled medailí
| Pořadí | Země                   | Zlato | Stříbro | Bronz | Celkově |
| ------ | ---------------------- | ----- | ------- | ----- | ------- |
| 1.     | Spojené státy americké | 4     | 4       | 2     | 10      |
| 2.     | Německo                | 0     | 0       | 2     | 2       |
|        |                        |       |         |       |         |
| Celkem | Celkem                 | 4     | 4       | 4     | 12      |